# Liste de jeux vidéo Bratz
Les jeux vidéo Bratz forment une série de jeux vidéo basée sur la ligne de poupées mannequins du même nom.

## Bratz(2003)
Bratz est le premier jeu adapté de la franchise. Il s'inspire directement de l'univers des poupées. Il est sorti en 2003 sur Windows, PlayStation et Game Boy Advance, développé par DC Studios et édité par Ubisoft.
Une suite intitulée Bratz: Party Night était prévue sur PlayStation 2 et GameCube avant d'être annulée.

## Bratz: Rock Angelz(2005)
Bratz: Rock Angelz est sorti en 2005, il est adapté du film d'animation Bratz : Rock Angelz de Mucci Fassett.
Il est sorti sur plusieurs plateformes : Une version commune à la PlayStation 2 et la GameCube développée par Blitz Games ; Une version Game Boy Advance développée par Altron et une version Windows développée par AWE Productions. Il a été édité par THQ.
- Metacritic : 60/100 (PS2)[2]
- Eurogamer : 6/10 (PS2)[3]
- IGN : 7,5/10 (PC/GC)[4]
- Jeuxvideo.com : 9/20 (PS2)[5] - 6/20 (PC)[6]

## Bratz: Forever Diamondz(2006)
Bratz: Forever Diamondz est sorti en 2006, il est adapté du film d'animation Bratz: Passion 4 Fashion Diamondz de Mucci Fassett et Nick Rijgersberg.
Il est sorti sur plusieurs plateformes : Une version commune à la PlayStation 2 et la GameCube développée par Blitz Games et des versions Nintendo DS et Game Boy Advance développées par Barking Lizards Technologies. Il a été édité par THQ.
- IGN : 4,5/10 (DS)[7]
- Jeuxvideo.com : 6/20 (GC)[8] - 4/20 (DS)[9] - 5/20 (GBA)[10]

## Bratz Babyz(2006)
Bratz Babyz est sorti en 2006. Il s'inspire directement de la ligne de poupées dérivée de la franchise, destinée à un public plus jeune.
Il est sorti deux plateformes : Une version Windows développée par AWE Productions et une version Game Boy Advance développée par Barking Lizards Technologies. Il a été édité par THQ.

## Bratz Ponyz(2007)
Bratz: Ponyz est sorti en 2007 sur Nintendo DS. Il s'inspire de la ligne de figurine d'animaux dérivée de la franchise.
Il a été développé par Neko Entertainment et est édité par The Game Factory.
- IGN : 6/10[11]
- Jeuxvideo.com : 14/20[12]

## Bratz 4 Real(2007)
Bratz 4 Real est sorti en 2007, il est adapté du film Bratz : In-sé-pa-rables ! de Sean McNamara.
Il est sorti deux plateformes : Une version Windows développée par AWE Productions et une version Nintendo DS développée par Barking Lizards Technologies. Il a été édité par THQ.
Dans plusieurs pays, dont la France, seule la version Nintendo DS est sortie avec la même pochette que le jeu Bratz: The Movie, cachant son lien avec le film.
- Jeuxvideo.com : 5/20 (DS)[13]

## Bratz: The Movie(2007)
Bratz: The Movie est sorti en 2007, il est adapté de la série télévisée d'animation Bratz.
Malgré son titre, il n'a aucun rapport avec le film Bratz : In-sé-pa-rables !, même si la pochette reprend le logo utilisé pour les poupées du film et que les Bratz dessus sont issues d'une collection spéciale mettant en scène les Bratz se rendant à l'avant-première du film. L'affiche du film peut également être aperçue dans le jeu.
Il est en réalité adapté de la série télévisée d'animation Bratz, utilisant des extraits de plusieurs épisodes pour créer une intrigues mettant en scène les Bratz et leurs désire de jouer dans un film.
Il est sorti sur plusieurs plateformes : une version commune à la PlayStation 2 et la Wii développée par Blitz Games et une version Game Boy Advance développée par Barking Lizards Technologies. Il a été édité par THQ.
- IGN : 3,8/10 (Wii)[14]

Dans certains pays, une version Nintendo DS du jeu est sortie, il s'agit en fait de la version Nintendo DS du jeu Bratz 4 Real.

## Bratz Super Babyz(2008)
Bratz Super Babyz est sorti en 2008, il est adapté du film d'animation Bratz Super Babyz de Mucci Fassett.
Il est sorti deux plateformes : Une version Windows développée par AWE Productions et une version Nintendo DS développée par Creat Studios. Il a été édité par THQ.
- Metacritic : 50/100 (DS)[15]
- IGN : 4/10[16]
- Jeuxvideo.com : 7/20 (DS)[17]

## Bratz Ponyz 2(2008)
Bratz Ponyz 2 est sorti en 2008 sur Nintendo DS. Comme son prédécesseur, il s'inspire de la ligne de figurine d'animaux dérivée de la franchise.
Il a été développé par Neko Entertainment et est édité par The Game Factory.
- IGN : 6,5/10[18]

## Bratz: Girlz Really Rock(2008)
Bratz: Girlz Really Rock est sorti en 2008, il est adapté du film d'animation Bratz: Girlz Really Rock de Mucci Fassett.
Il est sorti sur plusieurs plateformes : Une version commune à la PlayStation 2 et la Wii développée par Blitz Games et une version Nintendo DS développée par Barking Lizards Technologies. Il a été édité par THQ.
- IGN : 5/10 (Wii)[19]

## Bratz Kidz: Pyjama Party(2008)
Bratz Kidz : Pyjama Party est sorti en 2008. Il s'inspire de la ligne de poupées dérivée de la franchise, destinée à un public plus jeune.
Il est sorti sur deux plateformes : Une version Wii et une version Nintendo DS, chacune développées par Neko Entertainment et éditées par The Game Factory.
- IGN : 2,5/10 (Wii)[20]
- Jeuxvideo.com : 8/20 (DS)[21]

## Bratz: Fashion Boutique(2012)
Bratz: Fashion Boutique est sorti en 2012 et s'inspire directement de l'univers des poupées.
Il est sorti sur deux plateformes avec une version commune à la Nintendo DS et Nintendo 3DS développée par Glam Workshop et édité par Activision.

## Bratz: Total Fashion Makeover(2021)
Bratz: Total Fashion Makeover est sorti en 2021. Il s'inspire de l'univers des poupées mais intègre également des éléments de la série télévisée.
Il s'agit d'un jeu pour smartphone, sorti sur iOS. Il est édité par Outright Games.

## Bratz: Affiche ta mode(2022)
Bratz : Affiche ta mode (Bratz: Flaunt your Fashion) est sorti en 2022. Il s'inspire de l'univers des poupées mais intègre également des éléments de la série télévisée.
Il est sorti sur PlayStation 4, PlayStation 5, Xbox One, Xbox Series, Nintendo Switch, Microsoft Windows et Google Stadia. Il est développé par Petoons Studio et édité par Outright Games.
Un DLC intitulé Pack mode : Sortie entre filles (Girls Nite Out Fashion Pack) est sorti en 2023.